# Чен Тін-ян
Чен Тін-ян (кит.: 陳庭揚; нар. 28 вересня 1992, Хуалянський округ, Тайвань) — тайваньський футболіст, захисник та півзахисник клубу «Тайчунг Футуро» та національної збірної Тайваню.

## Життєпис
Чень Тін'ян народився в окрузі Хуалянь. Перший контакт з футболом відбувся у третьому класі початкової школи. Спочатку Чень Тін'ян був гравцем бадмінтонної команди початкової школи. Пізніше під час тренування футбольної команди, вдарив ногою по футбольному м’ячу, який викотився за межі поля й повернув його футбольній команді, в цей час його помітив тренер футбольної команди. Чень Тін'ян навчався в середній школі Мейлун, відомій футбольній школі з округу Хуалянь, під час навчання в середній школі. Спочатку виступав на позиції півзахисника, але тодішній шкільний футбольний тренер змусив його перейти на захисника через зріст юного гравця. У 2008 році у складі юнацької збірної Тайваню (U-17) переміг в основному розіграші на 22-му розіграші Відкитого турніру Lion City Cup у Сінгапурі. Вступив до середньої школи Хуаляня.
Під час навчання в коледжі він вступив до Національного тайванського спортивного університету, приєднався до університетської футбольної команди та представляв Тайванський спортивний університет у фіналі першого раунду Університетської футбольної ліги (УФА). У складі Тайванського спортивного університету зіграв проти Тайбейського міського університету та виграв вище вказаний матч з рахунком 6:5.
У жовтні 2015 року Чень Тін'ян представляв округ чоловічу футбольну команду Хуаляня на Національних іграх 2015 року у місті Гаосюн, на якому його команду посіла 3-тє місце.

## Клубна кар'єра
Після закінчення Тайванського спортивного університету Чень Тін'ян уперше увійшов до НСТК через проблеми з військовою службою. 
9 березня 2019 року Чень Тін'ян приєднався до футбольного клубу «Лі Ман» з Суперліги Гонконгу.
У червні 2019 року Чень Тін'ян, який підписав лише короткостроковий контракт з «Лі Маном», не зміг продовжити контракт з гонконзьких клубів і повернувся на Тайвань, щоб приєднатися до «Тайчунг Футуро».

## Кар'єра в збірній
Виступав за юнацьку збірну Китайського Тайбею (U-18) та молодіжну збірну Китайського Тайбею (U-22).
До складу національної збірної Китайського Тайбею вперше отримав виклик на Філіппінський кубок миру 2013 року, а на філіппінському Кубку миру 2014 року проти країн-господарів Філіппін та Палестини Чень Тін'ян отримав можливість вперше вийти у стартовому складі. У товариському матчі між Китайським Тайбеєм і збірною Камбоджі у жовтні 2014 року Чень Тін'ян став єдиним студентом коледжу в стартовому складі китайської збірної.
Чен Тін-ян отримав виклик до збірної Китайського Тайбею для участі в першому та другого раундів азійської кваліфікації чемпіонату світу 2018 року.
У грудні 2017 року представляв Китайський Тайбей на Міжнародному турнірі за запрошеннями Футбольної асоціації Китайського Тайбею, організованому вище вказаною федерацією. 3 грудня в матчі проти збірної Філіппін у другому таймі Шен Цзігуї виконав кутовий та відзначився голом, який став першим у футболці збірної Китайського Тайбею.

## Статистика виступів

### Клубна
| Китайський Тайбей                     | Китайський Тайбей | Китайський Тайбей | Китайський Тайбей |
| Рік                                   | Матчі             | Голи              |                   |
| ------------------------------------- | ----------------- | ----------------- | ----------------- |
| 2013                                  | 2                 | 0                 |                   |
| 2014                                  | 5                 | 0                 |                   |
| 2015                                  | 7                 | 0                 |                   |
| 2016                                  | 9                 | 0                 |                   |
| 2017                                  | 7                 | 2                 |                   |
| 2018                                  | 8                 | 1                 |                   |
| 2019                                  | 8                 | 0                 |                   |
| 2021                                  | 5                 | 0                 |                   |
| Загалом                               | 51                | 3                 |                   |
| Останнє оновлення 11 жовтня 2021 року |                   |                   |                   |

### Голи за збірну
Рахунок та результат збірної Китайського Тайбею в таблиці подано на першому місці.
| №  | Дата              | Місце                                            | Суперник      | Рахунок | Результат | Змагання                                               |
| -- | ----------------- | ------------------------------------------------ | ------------- | ------- | --------- | ------------------------------------------------------ |
| 1. | 3 грудня 2017     | Муніципальний стадіон, Тайбей, Китайський Тайбей | Філіппіни     | 3–0     | 3–0       | Міжнародний турнір ФАКТ 2017                           |
| 2. | 4 грудня 2017     | Муніципальний стадіон, Тайбей, Китайський Тайбей | Східний Тимор | 2–1     | 3–1       | Міжнародний турнір ФАКТ 2017                           |
| 3. | 11 листопада 2018 | Муніципальний стадіон, Тайбей, Китайський Тайбей | Гонконг       | 1–1     | 1–2       | перший раунд кваліфікації чемпіонату Східної Азії 2019 |

## Досягнення

### Клубні
«Лі Ман»
- Кубок Саплінга
  -  Володар (1): 2018/19